# Pierpaolo Turetta
Pierpaolo Turetta (Este, 1964) est un organiste italien.

## Biographie
Après avoir obtenu les diplômes pour l'orgue en 1985 avec Giancarlo Parodi auprès du Conservatoire de Musique "F.A.Bonporti" de Trente, il a étudié la composition avec Fabio Vacchi au Conservatoire de Vicence, et le piano avec Andrea Di Renzo à la Scuola Civica de Milan. Dans ce dernier institut, il a suivi le cours de clavier ancien avec Emilia Fadini. Il a fréquenté les cours d'interprétation d'orgue avec Gaston Litaize, Ton Koopman et Guy Bovet.
Il a continué sa formation musicale dans le cadre de l'école suisse sous la direction de Lionel Rogg au Conservatoire de musique de Genève, où il a séjourné quatre ans.

## Carrière
En 1993, après avoir terminé ses études à l'orgue et à l'improvisation, il a obtenu le premier prix de virtuosité avec distinction; le jury lui attribue également une reconnaissance supplémentaire - le prix Otto Barblan - pour l'interprétation des Variations sur un récitatif opus 40 d'Arnold Schoenberg (président du jury Guy Bovet).
En 2002, à Bienne, en exécutant l'opus 57 de Max Reger, il a remporté le premier prix au Concours international suisse de l'Orgue.
Lors de ses concerts, il a interprété les intégrales de Robert Schumann, Johann Sebastian Bach, César Franck.
En collaboration avec la Radio Nazionale (chaîne de musique classique), il a interprété et enregistré les œuvres complètes pour orgue d'Olivier Messiaen lors de sept concerts (novembre 2013-juin 2014, Ljubljana).
En 2013, il a quitté le Conservatoire de Venise pour le Conservatoire de musique Cesare Pollini de Padoue, où il enseigne l'orgue.

## Discographie (partielle)
- Mirco De Stefani: 2 CD Composizioni per organo, 1997[pas clair]
- Homage to Lou Harrison (A), Vol. 4 - Air for the Poet / Organ Concerto / May Rain / Varied Trio / Elegy / Fifth Simfony, Dynamic, 2001 [3]
- Lou Harrison Concerto per organo e percussioni, in collaborazione con il Conservatorio di Musica di Vicenza
- Olivier Messiaen, integrale organistica, Radio Nazionale Classica slovena (2013/'14)[pas clair]

## Source de la traduction
- (it) Cet article est partiellement ou en totalité issu de l’article de Wikipédia en italien intitulé « Pierpaolo Turetta » (voir la liste des auteurs).